# Gubristtunnel
Der Gubristtunnel ist ein Autobahntunnel der Nordumfahrung Zürich (A1/A4) zwischen Weiningen und Regensdorf im Kanton Zürich. 1985 mit zwei Röhren eröffnet, ist seit April 2023 eine weitere, dritte Röhre im Betrieb. Mit fast 16 Metern hat die neue Röhre den bis anhin grössten Durchmesser eines Tunnels in der Schweiz.

## Verkehr

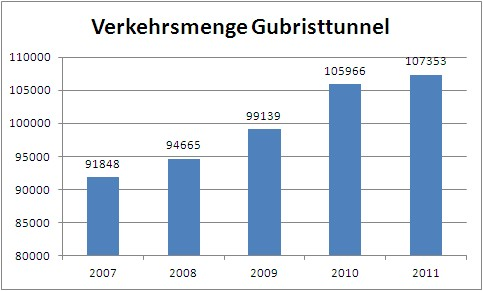
Verkehrsmenge im Gubristtunnel

Der Gubristtunnel ist eine der stärkstbefahrenen Strassen der Schweiz. Die Nordumfahrung wird pro Tag von durchschnittlich 102'200 Fahrzeugen, an Werktagen durchschnittlich von 120'000 Fahrzeugen benutzt (2021). An 350 Tagen im Jahr kommt es am Nadelöhr zu Stau.
2012 wurde veröffentlicht, dass zwischen 15 und 18 Uhr jede Stunde über siebentausend Fahrzeuge den Tunnel passieren. 2014 wurde mitgeteilt, dass bis zu 115'000 Fahrzeuge pro Tag durch den Tunnel fahren.
Durchschnittlich hat der Verkehr zwischen 2007 und 2011 jeweils um 4 % pro Jahr zugenommen. Vor allem nach der Eröffnung der Westumfahrung Zürich wurde nochmals eine starke Zunahme verzeichnet, wobei sich die Anzahl der Unfälle verdoppelt hatte.

## Ausbau und Baugeschichte

### Bau der ersten Röhren
Der 3250 Meter lange Tunnel wurde am 21. Juni 1985 dem Verkehr übergeben. Er verfügte damals über zwei richtungsgetrennte Tunnelröhren mit je zwei Fahrstreifen, die durch elf Querstollen in einem Regelabstand von 265 Metern miteinander verbunden sind.
Die Herstellung der Tunnelröhren in den Untertagbaustrecken mit einer Länge von jeweils 3000 Metern erfolgte mit einer Tunnelbohrmaschine mit einem Ausbruchdurchmesser von 11,5 Metern und einer Ausbruchquerschnittsfläche von 103,87 Quadratmetern. Dabei wurde ein Molassefels mit maximal 180 Metern Überdeckung durchfahren. Die Tunnelbohrmaschine wurde nach dem Gubristtunnel für den Ausbruch des Zürichbergtunnels der S-Bahn Zürich und des Umfahrungstunnels Sachseln der A8 genutzt.

### Dritte Röhre und Ausbau der Nordumfahrung

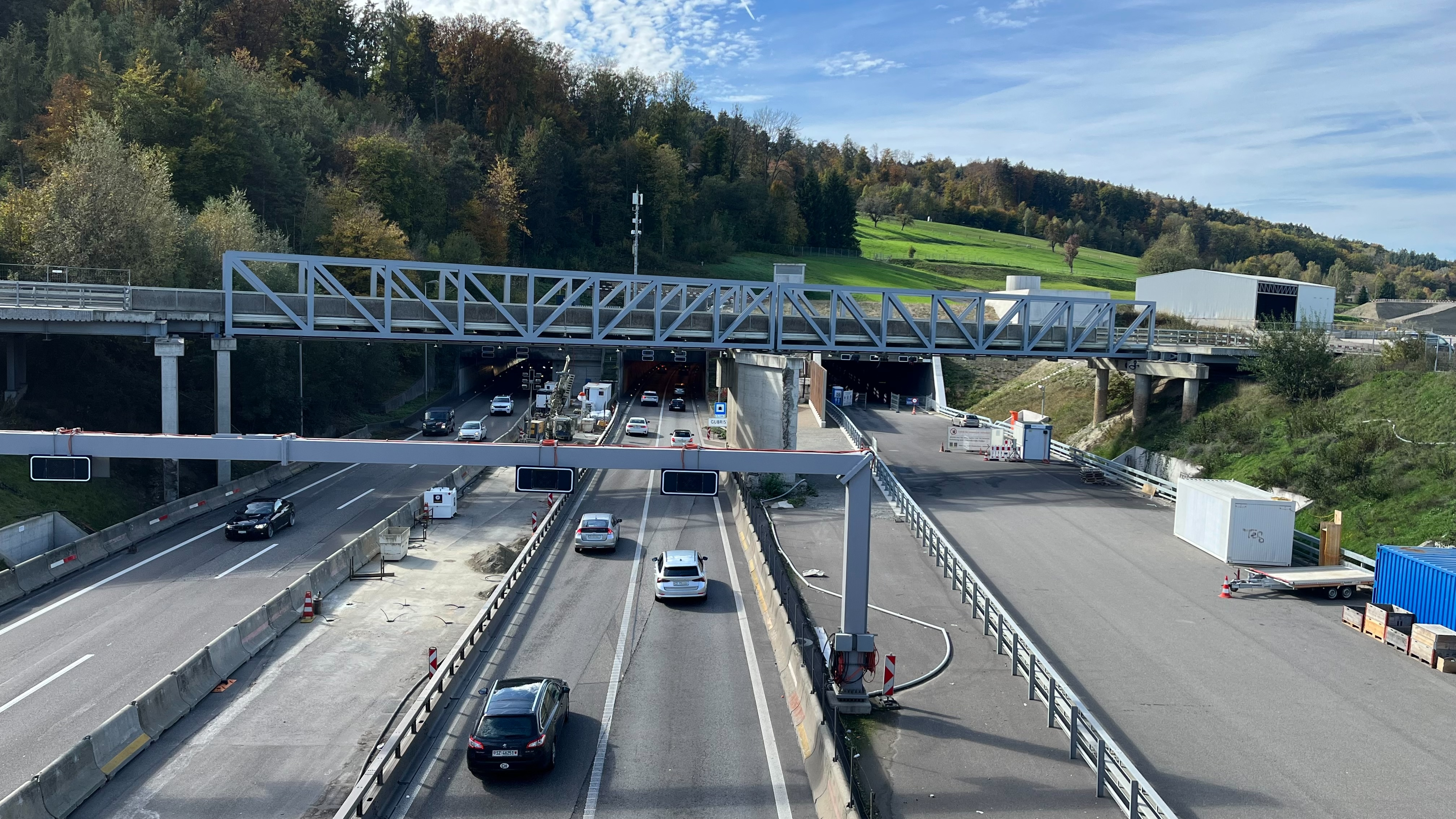
Ostportal bei Regensdorf während des Baus der dritten Röhre (2022)

Aufgrund der anhaltend hohen Verkehrsbelastung wurde eine dritte Tunnelröhre gegraben, so dass zukünftig in Fahrtrichtung Bern drei Fahrspuren in einer Röhre und in Fahrtrichtung St. Gallen je zwei Fahrspuren in zwei Röhren zur Verfügung stehen werden – ähnlich der heutigen Situation im Bareggtunnel. Gebaut wurde hierfür während sechseinhalb Jahren, die Kosten beliefen sich auf rund 565 Millionen Franken. Die neue Röhre ist alle 200 Meter mit zwölf Querstollen mit der mittleren Röhre verbunden. Drei Querverbindungen können im Notfall auch von Fahrzeugen befahren werden.
Auf dem Bauplatz für den Tunnel bei Regensdorf wurden von 2009 bis 2014 archäologische Ausgrabungen durchgeführt. Als Besonderheit konnten Siedlungsspuren aus verschiedensten Epochen nachgewiesen werden: Jungsteinzeit, die Bronze- und Eisenzeit, die Römerzeit sowie auch das Mittelalter. Im Rahmen der Ausgrabungen wurden unter anderem bereits Fundamente von römischen Gebäuden, Grabmonumenten und Wegen ausgehoben. Auch bronzezeitliche Siedlungsspuren und Brandgräber wurden entdeckt. Kleinere Funde aus allen Epochen umfassen Münzen, Keramikfragmente und geschmiedete Metallteile.
Seit der Freigabe der dritten Röhre im April 2023 werden abwechselnd die beiden alten Röhren saniert. Die Sanierung der zweiten, mittleren Röhre soll Ende 2025 abgeschlossen werden. Danach beginnt die Sanierung der zweiten Röhre. Deswegen werden erst ab 2027 alle drei Röhren für den Verkehr zur Verfügung stehen.
Die Erweiterung des Tunnels ist nur ein Teil des Ausbaus der Nordumfahrung. Von 2014 bis 2020 wurde der Bereich östlich des Tunnels auf sechs Spuren erweitert. Um die durch den Bau der Autobahn zerschnittene Siedlung in Weiningen ZH aufzuwerten, wird der Tunnel auf gerichtliche Anweisung hin im Rahmen des Ausbaus mit einer Autobahnüberdeckung um hundert Meter in Richtung Limmattaler Kreuz verlängert werden. Diese Arbeiten sollen ebenfalls 2027 abgeschlossen werden.